# Проспект Тараса Шевченко (Сумы)
Проспект Шевченко (до 1991 года — проспект Карла Маркса) — одна из крупнейших, градообразующих улиц Сумы.
Назван в честь украинского поэта Тараса Григорьевича Шевченко.
Расположен в Ковпаковском районе города. Пролегает от моста через реку Сумку (недалеко от центра города) до улицы Привокзальной.
По ходу (в сторону Привокзальной) пересекается с улицами Новоместенской, Супруна и Леваневского, от проспекта отходят улица Гончарная (тупиковая), Промышленный и Суджанский переулки.

## Из истории проспекта
Застройка проспекта Карла Маркса (тогдашнее название современного проспекта Шевченко) стала значительным градостроительным событием послевоенного периода в истории Сумы.
Начало проспекта со стороны вокзала было задумано как парадные ворота в город, поэтому первые два дома, которые стоят при въезде на проспект, украшены декоративными башнями. Район проспекта застроен преимущественно типовыми пятиэтажными домами (хрущевками).
В 1991 году по случаю столетия со дня смерти великого украинского поэта Тараса Шевченко получил свое современное название — проспект Шевченко.
В 1970 году в Сумах было разрешено возводить дома повышенной этажности, первые из которых были построены вдоль склонов реки Сумки, в районе сквера «Дружба».
Разнообразия в типовую застройку проспекта внесли кинотеатр «Дружба», открыт в 1972 году, и учебный корпус машиностроительного колледжа, который берет свое начало от профессионального училища, основанного в 1917 году.

## Транспорт
Троллейбусы: № 3, 4

## Объекты
В начале проспекта со стороны реки Сумки расположены 2 крупных городских парков: «Дружба» и детский «Сказка».
На проспекте расположены:
- строение № 17 — Машиностроительный колледж Сумгу;
- строение № 18/1 — Хозяйственный суд Сумской области[2];
- строение № 20 — кинотеатр «Дружба»